# Eleccions al Dáil Éireann de 1992

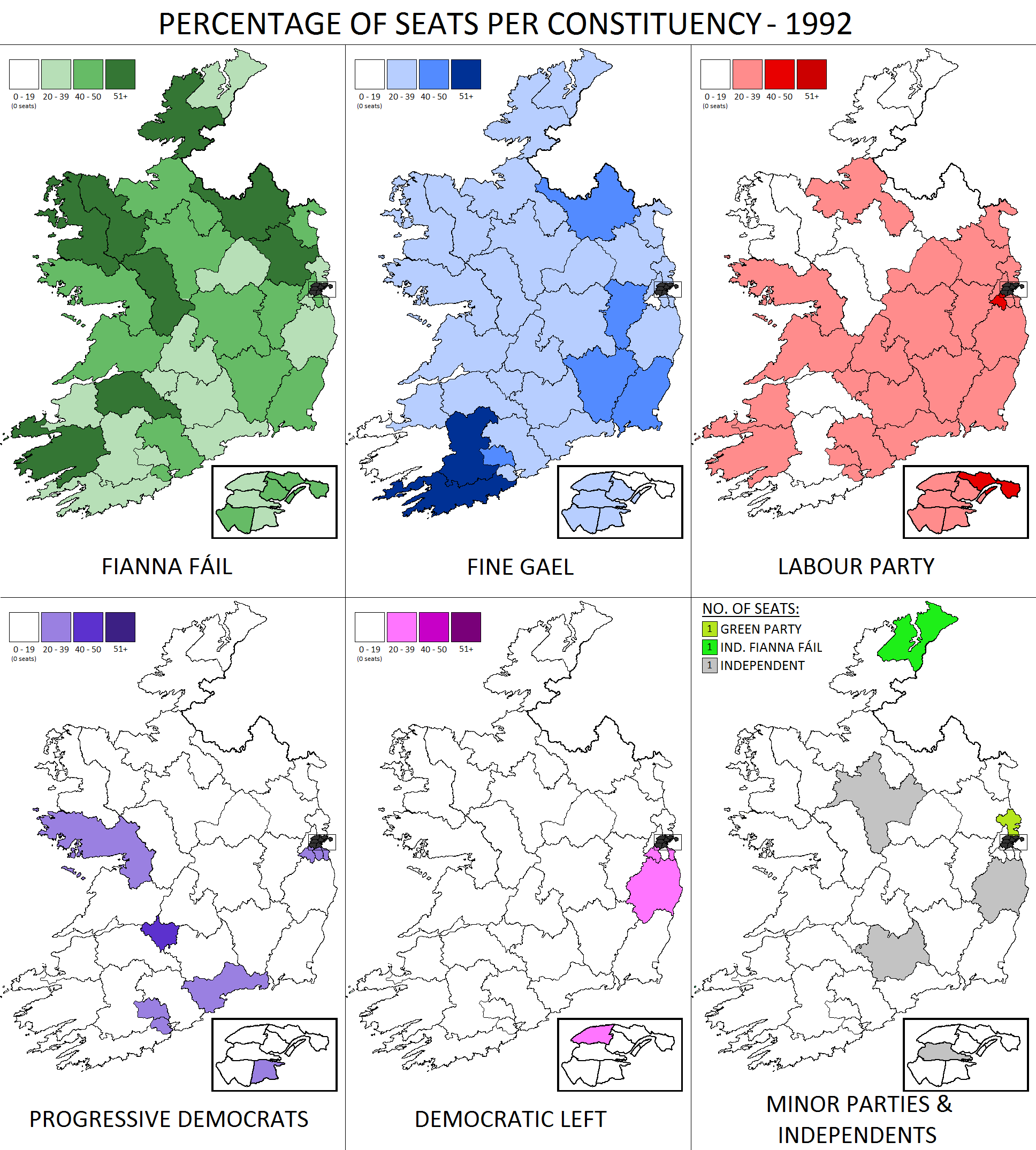
Resultats per circumscripcions i partits

Les eleccions al Dáil Éireann de 1992 es van celebrar el 25 de novembre de 1992 per a renovar els 166 diputats del Dáil Éireann. Va guanyar el Fianna Fáil, però el Fine Gael presentà una moció de censura el 1994 i formà un govern de coalició amb laboristes i Democratic Left.

## Resultats
| Partit                             | Líder              | Vot popular | %     | Escons |
| Fianna Fáil                        | Albert Reynolds    | 674.600     | 39,1% | 68     |
| Fine Gael                          | John Bruton        | 422.100     | 24,5% | 45     |
| Laborista                          | Dick Spring        | 333.000     | 19,3% | 33     |
| Progressive Democrats              | Mary Harney        | 80.700      | 4,7%  | 10     |
| Democratic Left                    | Proinsias de Rossa | 47.900      | 2,78% | 2      |
| Verds                              | Roger Garland      | 24.100      | 1,4%  | 1      |
| Partit dels Treballadors d'Irlanda | Tomás Mac Giolla   | 11.500      | 0,6%  |        |
| Independents                       |                    | 47.900      | 2,8%  | 4      |